# Maria Assumpció Vilà Planas
Maria Assumpció Vilà Planas (Barcelona, 26 d'abril 1944) fou de l'any 2010 al 2021 la síndica de greuges de Barcelona. També ha estat secretària executiva i tècnica a l'Associació Espanyola Contra el Càncer (1978-2002) i cofundadora i gerent de la Fundació Oncolliga d'ajuda oncològica (2002-2010). En el camp del voluntariat social ha sigut:
- Presidenta de la Federació Catalana de Voluntariat Social (2002-2010).
- Membre i presidenta de la Comissió Reguladora del Codi Ètic de l'Ajuntament de Barcelona (2002-2010), promoguda pel Consell d'Associacions.
- Tresorera de la Taula d'Entitats del Tercer Sector Social de Catalunya (2003/2005).
- Membre del Consell de Ciutat de Barcelona (2004-2009).
- Membre de la Junta Directiva de la Federació Catalana d'Entitats contra el Càncer (2005-2010).
- Presidenta de la Taula d'entitats del Tercer Sector Social de Catalunya (2007-2009).
- Vocal del Consell Municipal d'Associacions de Barcelona (2004-2009).
- Presidenta a Barcelona de International Communications Volunteers (2008-2010).